# فيلاريخو دي فوينتيس
بلدية فيلاريخو دي فوينتيس (بالإسبانية: Villarejo de Fuentes)‏، هي إحدى بلديات مقاطعة قونكة إحدى مقاطعات إسبانيا، و التي تقع في منطقة قشتالة لا منتشا وسط البلاد, و المائلة لجهة الشرق من إسبانيا.
يبلغ عدد سكانها 713 نسمة وفقاً لإحصائية سنة (2007).